# Erich Lethgau
Erich Lethgau (* 23. November 1940 in Danzig; † 11. September 2020) war ein deutscher Künstler.

## Leben
Aufgewachsen ab 1944 in Lübeck, studierte Lethgau 1962–1966 in Hamburg an der Hochschule für Bildende Künste und an der Universität und wirkte danach als Kunsterzieher an Mittelschulen in Lübeck und in Hamburg. Bis 1970 arbeitete er zeitweilig mit dem Bildhauer Georg Weiland und nach dessen Wegzug einige Jahre in einer ARGE mit Gerhard Backschat zusammen. Sein Bruder Winfried wurde zunächst Volksschullehrer für Physik und Chemie und im Sommer 1977 Rektor in Schwarzenbeck.
Ab 1977 war Erich Lethgau ausschließlich freischaffend tätig und beteiligte sich an zahlreichen öffentlichen Projekten. Mit seiner Frau Anke und den fünf Kindern richtete er im ehemaligen Schulgebäude von Stubben bei Bad Oldesloe seinen Wohnsitz ein.
Mit seinen plastischen Objekten hatte er in ganz Deutschland Erfolg (u. a. in Kiel, Rendsburg, Westerland/Sylt, Rellingen, Bad Oldesloe, Lübeck, Neumünster, Bargteheide, Uetersen, Geesthacht, Oldenburg, Hameln, Hamburg und München). Ähnlich wie Backschat hatte er ein ganz eigenes Farbverständnis und war zeitweilig als Farbberater und Berater für Orientierungssysteme im Schul-, Verwaltungs- und Industriebau tätig, so etwa beim Fernmeldeturm Schleswig. In seiner Lübecker Galerie EL an der Hüxstraße zeigte er ab 1995 Werke junger Künstler. Später widmete er sich verstärkt der Erwachsenenbildung.

## Mitgliedschaften
- Gemeinschaft Lübecker Maler und Bildhauer e.V.
- Bundesverband Bildender Künstler S-H e.V.
- Vereinigung der ehem. Danziger Johanniter (Schulgemeinschaft des Gymnasiums St. Johann zu Danzig).

## Werke
- Skulpturen und Objekte in Lübeck#Erich_Lethgau